# Seliza incurva
Seliza incurva är en insektsart som beskrevs av Medler 1999. Seliza incurva ingår i släktet Seliza och familjen Flatidae. Inga underarter finns listade i Catalogue of Life.